# Dar al-Mustafa
Dar al-Mustafa für Islamische Studien in Tarim (arabisch دار المصطفى بتريم للدراسات الإسلامية, DMG Dār al-Muṣṭafā bi-Tarīm li-d-dirāsāt al-islāmīya) ist ein Bildungsinstitut für das Studium traditioneller islamischer Wissenschaften in der jemenitischen Stadt Tarim. Es wurde 1993 von Habib Umar bin Hafiz gegründet, der seither Dekan ist.